# Duvaliomimus obscurus
Duvaliomimus (Duvaliomimus) obscurus – gatunek chrząszcza z rodziny biegaczowatych i podrodziny Trechinae.

## Taksonomia
Gatunek został opisany w 2010 roku przez Jamesa Iana Townsenda w 62 tomie Fauna of New Zealand.

## Opis
Ciało długości od 5 do 6 mm. Głowa, przedplecze i pokrywy ubarwione ciemnobrązowo-czarno, przy czym wyżłobienia brzegowe przedplecza i pokryw nieco jaśniejsze, czułki rudobrązowe, a odnóża i głaszczki złocisto-brązowe. Bruzdy czołowe głębokie, prawie równoległe, stykające się z bruzdą szyjną obok 2 szczecinki przyocznej. Oczy okrągłe, płaskie. Przedplecze ze szczecinką na wyżłobieniu brzegowym, kątach tylnych ostrych i nieco bocznie wystających, tylnej krawędzi obrzeżonej, a linii środkowej słabo wgłębionej, prawie sięgającej nasady, ale zanikającej przed wierzchołkiem. Pokrywy o ramionach równo zaokrąglonych, dysku nieco obniżonym, rzędach równo wgłębionych i niepunktowanych, a międzyrzędach umiarkowanie wypukłych z trzema szczecinkami na trzecich. Edeagus samca o silnie rozszerzonym płatku środkowym.

## Występowanie
Gatunek ten jest endemitem Nowej Zelandii, znanym wyłącznie z Wyspy Północnej.